# Justino Fernández
Justino Fernández García (Ciudad de México, 28 de septiembre de 1904 - ibídem, 12 de diciembre de 1972) fue un escritor, historiador, esteta, filósofo y académico mexicano. Su investigación y su obra se especializó en la historia y la crítica de la expresión artística mexicana.

## Estudios y docencia
Fue hijo del licenciado Justino Fernández Mondoño, quien fuera uno de los diputados que elaboraron la Constitución de 1857 y de la vallisoletana Sergia García. Cursó sus primeros estudios en el Colegio Francés de la Perpetua, casi al terminar la Revolución mexicana, viajó a los Estados Unidos en donde residió de 1920 a 1923. A su regreso a la Ciudad de México, el muralismo se encontraba en pleno apogeo, se volvió admirador de la obra pictórica de José Clemente Orozco.
Conoció a Edmundo O'Gorman con quien entabló amistad. De 1925 a 1938 realizó estudios en la Facultad de Filosofía y Letras de la Universidad Nacional Autónoma de México (UNAM), fue alumno de José Gaos y Juan David García Bacca quienes influyeron a Fernández la escuela de la filosofía alemana y la corriente de José Ortega y Gasset. En 1932, junto con O'Gorman, fundó la editorial Alcancía la cual funcionó hasta 1959. 
Como profesor, impartió cátedra de Historia del Arte en la Escuela de Verano desde 1937, en la Facultad de Filosofía y Letras fue catedrático desde 1944 hasta su muerte. En 1953, obtuvo una maestría en Historia con la tesis de Arte moderno y contemporáneo de México. En 1954, obtuvo un doctorado en Filosofía con la tesis Coatilcue: estética del arte indígena antiguo. En ambas ocasiones fue Summa cum laude. En su obra, se puede observar que Justino Fernández también fue influenciado por la corriente del positivismo que trajo a México, Gabino Barreda.

## Investigador y académico

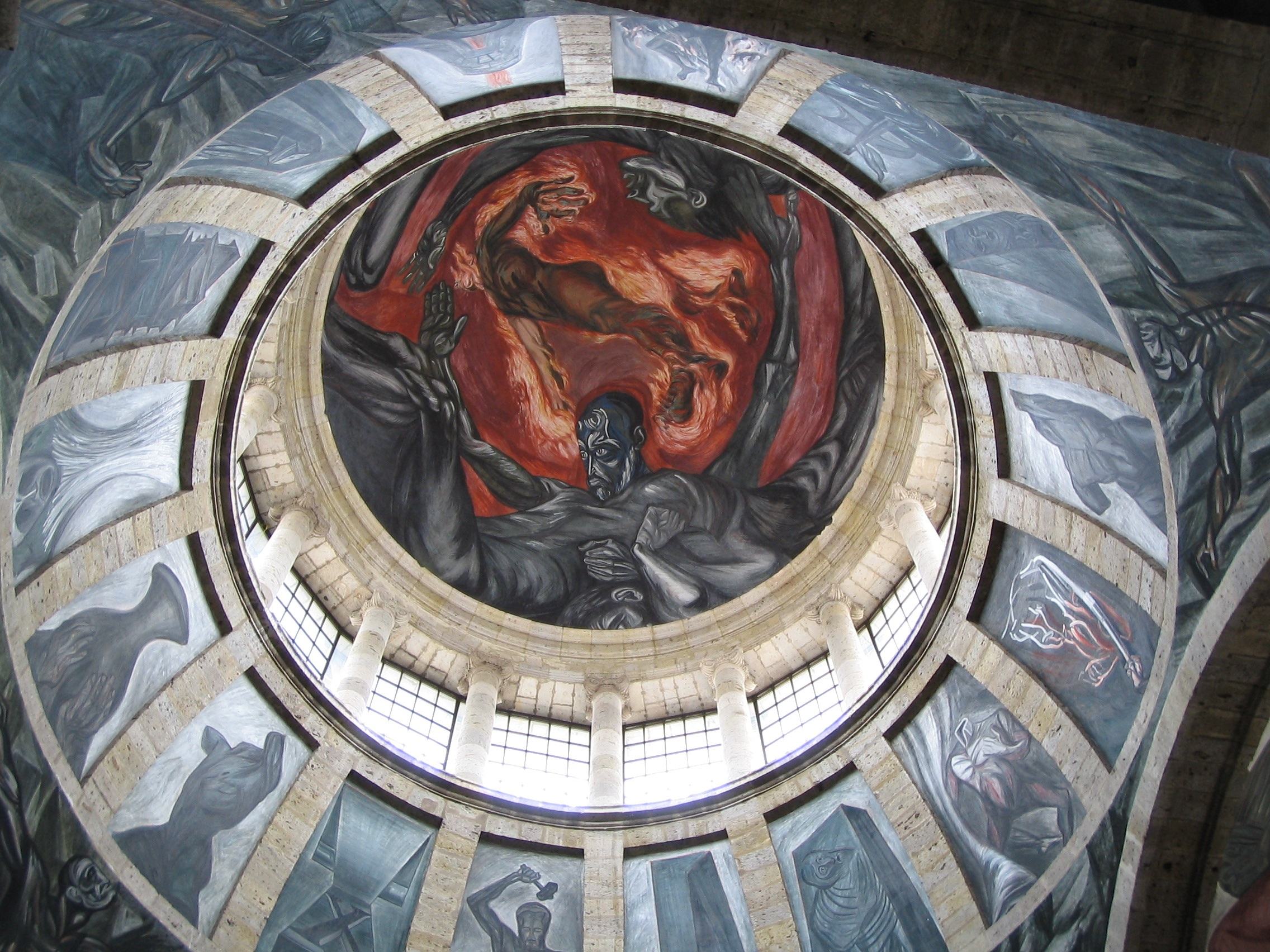
Mural de José Clemente Orozco, El hombre de fuego en el Hospicio Cabañas.

En 1936, Manuel Toussaint lo invitó a participar como investigador en el Instituto de Investigaciones Estéticas de la UNAM, y ejerció el puesto hasta 1954.  En 1952 colaboró para la realización del catálogo de construcciones religiosas publicado por la Secretaría de Hacienda y en la Exposición de Arte Mexicano en París. Al morir Toussaint en 1955, Justino Fernández fue designado director del Instituto y desempeñó el cargo hasta 1968.
El 23 de julio de 1965 ingresó como miembro de número a la Academia Mexicana de la Lengua ocupando la silla XXVI, su discurso de entrada fue El lenguaje de la crítica de arte. En 1967 fue miembro fundador de la Academia de Artes de México.  En 1969 fue nombrado miembro de número de la Academia Mexicana de la Historia ocupó el sillón 7. 
En 1969 fue nombrado investigador emérito por el Consejo Universitario, ese mismo año fue ganador del Premio Nacional de Lingüística y Literatura. En 1970, fue nombrado miembro de la Junta de Gobierno de la UNAM.
Las investigaciones y aportaciones de Justino Fernández se centran en asuntos artísticos orientados en el contexto mexicano y agrupados en temas prehispánicos, novohispanos y contemporáneos a su época. De esta forma, estudió de manera particular, la escultura de la diosa Coatlicue, el arte barroco novohispano, la obra del paisajista mexicano José María Velasco y de manera muy particular la obra de José Clemente Orozco.

"El canto del hombre en llamas, que en verdad es doloroso lamento, nos hace estremecer, porque sugiere que al acabarse el fuego, todo será tinieblas en este libro."
Justino Fernández.

## Publicaciones
- Morelia en 1936.
- Pátzcuaro en 1936.
- Uruapanen 1936.
- El arte moderno en México en 1937.
- Orozco: forma e idea en 1942.
- Prometeo: ensayo sobre pintura contemporánea; Gaugin, Matisse, Rousseau, Cézanne, Braque, Picasso, Dada, Breton, Dalí, Rivera, Orozco en 1945.
- Arte  moderno y contemporáneo de México en 1952.
- Coatlicue: estética del arte indígena antiguo en 1954.
- El retablo de los reyes: estética del arte de la Nueva España en 1959.
- El hombre: estética del arte moderno y contemporáneo en 1962.
- Miguel Ángel: de su alma en 1964.
- El arte del siglo XIX en México en 1967.
- Mexican Art en 1967.
- Pedro Coronel, pintor y escultor en 1971.
- Arte mexicano: de sus orígenes a nuestros días edición póstuma de 1975.